# Molino de grano

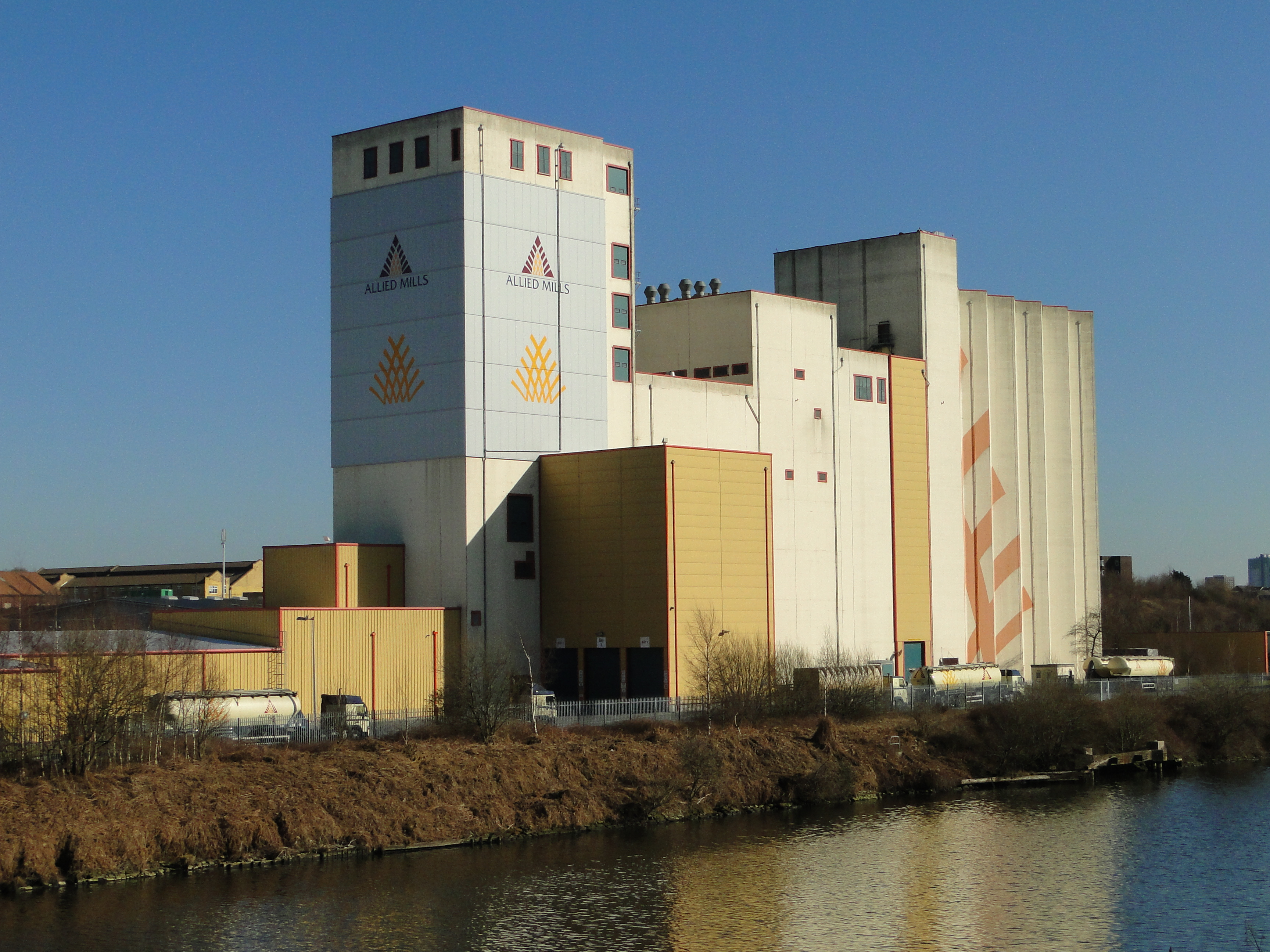
molino de grano Allied Mills a orillas del Canal de Mánchester

 Molino de grano,  molino de harina o  molino de cereales, se puede referir tanto al edificio donde el grano es molido como al mecanismo de la molturación.

## Historia
El geógrafo griego Estrabón ya dio noticia en su obra  Geografía  sobre la existencia de molinos accionados por agua que molían granos en Cabira, Asia menor (Turquía) hacia 71 a. C.
Los antiguos molinos de agua tenían las ruedas de paletas horizontales. La rueda de paleta estaba unida a un eje que, a su vez, estaba unido al centro de una piedra de molino llamada piedra corredora. La fuerza de giro producido por el agua en las paletas se transfería directamente a la piedra corredera, haciendo que hiciera la molturación contra una piedra estática debajo de la primera, tenía la desventaja de que la velocidad de rotación de la piedra era dependiendo del volumen y flujo de agua disponible y, por tanto, sólo era adecuado para ser usado en regiones montañosas con ríos de corriente rápida. Esta dependencia del volumen y la velocidad de flujo del agua también significa que la velocidad de rotación de la piedra era muy variable y la velocidad óptima de molienda no podía siempre ser mantenida.
Las ruedas verticales se usaban durante el Imperio Romano a partir de finales del primer siglo dC y fueron descritas por Vitruvio. Los molinos hidráulicos continuaron usándose hasta fin del año 1000 y aún más allá en algunos casos.
El primer molino de viento harinero se construyó en los actuales Afganistán, Pakistán e Irán hacia los siglos IX y X.

## Molinos modernos
Los molinos modernos típicamente utilizan electricidad o combustibles fósiles para hacer girar las piezas, por ejemplo rodillos, de acero o hierro fundido y así separar la parte interior del grano del salvado. Las diferentes técnicas de molienda producen resultados visiblemente diferentes. La harina molida con piedra es preferida en muchas ocasiones por los panaderos por su mejor textura y sabor, además de tener mejores cualidades panaderías. Se ha argumentado que con la molturación a la piedra, que es más lenta que con los metales, la harina no se calienta tanto y la grasa del grano no se oxida tan deprisa (por oxidación beta) y no tiene un fácil enranciamiento además de conservar mejor algunas vitaminas como la tiamina.
Los molinos de grano modernos sólo molturan el grano limpio de impurezas (sin paja ni otros restos o impurezas), pero históricamente algunos molinos de grano tenían instalaciones para limpiar y hacer pasar por tamices el grano.